# فينيسيوس ميلر
فينيسيوس ميلر هو لاعب كرة قدم برازيلي في مركز الوسط، ولد في 1990 في ريو دي جانيرو في البرازيل. لعب مع نادي ماكاي.